# Caurel (Marne)
Caurel is een gemeente in het Franse departement Marne (regio Grand Est) en telt 651 inwoners (2004). De plaats maakt deel uit van het arrondissement Reims.

## Geografie
De oppervlakte van Caurel bedraagt 9,8 km², de bevolkingsdichtheid is 66,4 inwoners per km².
De onderstaande kaart toont de ligging van Caurel (Marne) met de belangrijkste infrastructuur en aangrenzende gemeenten.

## Demografie
Onderstaande figuur toont het verloop van het inwonertal (bron: INSEE-tellingen).